# Cats Without Claws
Cats Without Claws (español: Gatos sin garras) es el duodécimo álbum de estudio de la cantante estadounidense Donna Summer, lanzado en 1984 bajo el sello Geffen. Durante este período, Summer experimentó con varios estilos musicales, lo cual se vio reflejado en diferentes grados de éxito.

## Antecedentes
Su álbum anterior, She Works Hard for the Money, había sido su mayor éxito desde la época disco, y como resultado, su productor Michael Omartian le preguntó si iba a producir su nuevo álbum también. Una vez más la mayoría de las canciones fueron escritas y compuestas por ambos, aunque un par de otros escritores fueron acreditados como Bruce Sudano, el marido de Summer.

## El álbum
Al igual que su álbum anterior, Cats Without Claws continúa en la línea del pop/dance, pero incluye algunas baladas sentimentales. El álbum contiene una versión de "There Goes My Baby", originalmente popularizada por The Drifters, que se convirtió en el primer sencillo. Una versión de la canción gospel escrita por Reba Rambo y Dony McGuire titulada "Forgive Me"  le valió a Summer ganar el Grammy en la categoría mejor interpretación de inspiración.
Cats Without Claws no continuó con el éxito de su antecesor, alcanzando el #40 en la lista Billboard 200 (Estados Unidos). Produjo tres sencillos: "There Goes My Baby", "Supernatural Love" y "Eyes", de los cuales sólo el primero tuvo un éxito razonable.

## Crítica y recepción
El álbum recibió críticas mixtas, basadas en que Cats Without Claws era de calidad inferior comparado con su trabajo anterior.
Detrás del poco éxito que tuvo su trabajo, las relaciones entre Summer y Geffen habían empeorado bastante, ya que la discográfica había puesto expectativas bastante altas en una figura tan exitosa como lo era Summer durante ese período (1979). Irónicamente, los trabajos más exitosos de Summer fueron bajo otros sellos (Mercury y Atlantic), y tras este traspié la artista tomaría un paréntesis de 3 años para volver a lanzar nuevo material, con resultados nuevamente desalentadores para el sello.
A pesar de no tener bastante éxito en su natal Estados Unidos, fue Top 20 en Noruega, Suecia y Nueva Zelanda.

## Lista de canciones

### Lado A
| N.º | Título               | Escritor(es)                                   | Duración |  |
| 1.  | «Supernatural Love»  | Michael Omartian, Bruce Sudano, Donna Summer   | 3:33     |  |
| 2.  | «It's Not the Way»   | Omartian, Summer                               | 4:22     |  |
| 3.  | «There Goes My Baby» | Ben E. King, Lover Patterson, George Treadwell | 4:05     |  |
| 4.  | «Suzanna»            | Omartian, Summer                               | 4:29     |  |
| 5.  | «Cats Without Claws» | Omartian, Summer                               | 4:20     |  |

### Lado B
| N.º | Título                                     | Escritor(es)             | Duración |  |
| 6.  | «Oh Billy Please»                          | Omartian, Summer         | 4:55     |  |
| 7.  | «Eyes»                                     | Omartian, Summer         | 4:45     |  |
| 8.  | «Maybe It's Over»                          | Summer                   | 4:43     |  |
| 9.  | «I'm Free»                                 | Omartian, Sudano, Summer | 4:29     |  |
| 10. | «Forgive Me» (original de Rambo y McGuire) | Reba Rambo, Dony McGuire | 4:30     |  |

## Personal
- Donna Summer – voz principal
- Michael Omartian – teclado, baterías adicionales y percusión
- Michael Baird – batería
- Nathan East – bajo
- Michael Landau – guitarra
- Paul Jackson, Jr. – guitarra
- Paulinho da Costa – percusión
- Gary Herbig – solos de saxofón
- Erich Bulling – programas de sintetizador
- Coros: Dara Bernard, Mary Ellen Bernard, Gene Van Buren, Cydney Davis, Siedah Garrett, Kahliq Glover, Portia Griffin, Susannah Melvoin, Bruce Sudano, Charles Vassy, Terry Williams

## Producción
- Producido y arreglado por Michael Omartian
- Ingemiero y mezcla: John Guess. "It's Not the Way", "Suzanna" y "Oh Billy Please" mezcladas por Juergen Koppers
- Ingenieros secundarios: Larry Fergusson, Dave Ahlert, Tom Fouce, Ross Palone
- Administración: Susan Munao Management Co. Inc.
- Coordinador de producción: Ronnie Puccinelli
- Fotografía: Harry Langdon
- Diseño: Jeffrey Fey para Art Hotel
- Dirección de arte LP: Chris Whorf para Art Hotel
- Grabado en Lion Share Studios, Los Ángeles; United Western Studios, Hollywood; Rhema Studio, Los Ángeles
- LP masterizado por Steve Hall en Future Disc Systems, Hollywood

## Posicionamiento

### Álbum
| Lista/País (1984)          | Posición más alta |
| -------------------------- | ----------------- |
| Alemania                   | 39                |
| Italia                     | 29                |
| Japón                      | 33                |
| Noruega                    | 15                |
| Países Bajos               | 15                |
| Suecia                     | 10                |
| UK Albums Chart            | 69                |
| Billboard Hot Black Albums | 24                |
| Billboard 200              | 40                |

### Sencillos
| Sencillo             | 1  | 2  | 3  | 4  | Bandera del Reino Unido | Bandera de Canadá | Bandera de los Países Bajos | Bandera de Australia |
| -------------------- | -- | -- | -- | -- | ----------------------- | ----------------- | --------------------------- | -------------------- |
| "There Goes My Baby" | 21 | -  | 20 | 17 | 99                      | 22                | 31                          | 52                   |
| "Supernatural Love"  | 75 | 39 | 51 | -  | -                       | -                 | -                           | -                    |
| "Eyes"               | -  | -  | -  | -  | 97                      | -                 | -                           | -                    |

Notas:
- 1 Billboard Hot 100
- 2 Billboard Hot Dance Club Play
- 3 Billboard Hot Soul Singles
- 4 Billboard Adult Contemporary